# Локомотив (Кошиці)
Футбольний клуб «Локомотив» Кошиці (словац. FC Lokomotíva Košice, a.s.) — словацький футбольний клуб з Кошиць, заснований у 1946 році. Виступає у Другій лізі. Домашні матчі приймає на стадіоні «Дружстевна при Горнаді», місткістю 1 000 глядачів.

## Досягнення
- Кубок Словаччини
  - Володар (3): 1977, 1979, 1985
  - Фіналіст (2): 1961, 1992
- Чемпіонат Чехословаччини
  - Бронзовий призер (2): 1951, 1977–78
- Кубок Чехословаччини
  - Володар (2): 1977, 1979.